# Piarosoma
Piarosoma is een geslacht van vlinders van de familie bloeddrupjes (Zygaenidae), uit de onderfamilie Procridinae.

## Soorten
- P. albicinctum Hampson, 1892
- P. hyalina (Leech, 1889)
- P. sizala (Swinhoe, 1894)